# تل عاشقان
تل عاشقان:
منطقه‌ای مسکونی سرسبز و با آب و هوای خیلی معتدل، با نام بسیار قشنگ و زیبا در قلب کوهسار های افغانستان یعنی بلخاب می‌باشد .
تل عاشقان مکانی است که با قدامت طولانی در همه عرصه های علمی و فرهنگی و جهاد با شوروی و غیره... در بلخاب نام و آوازه های داشته است. 
اولین کسی که پروژه ای جهاد را در مقابل شوروی غاصب در شمال افغانستان آغاز و عملی ساخت شخص بود که همه ای مردم شمال نام و آوازه او را شنیده بودند و تا حال از یاد ها نرفته است، آن شخص کسی نبود جز( برات علی خان تل عاشقانی ) و از تل عاشقان بلخاب بود ،که با تمام توان برای اخراج نیروی سرخ شوروی از بلخاب و شمال افغانستان تلاش نموده بود که در این راستا به موفقیت های  هم نایل آمد.
تل عاشقان با داشتن مردم متدین ، مومن ، علم دوست و با فرهنگ شناخته شده ترین منطقه در بلخاب می‌باشد ، که دارای یک باب مکتب لیسه عالی با نام( لیسه سید علی نجفی )، دو باب مدرسه ی دینی خواهران و برادران به نام حوزه ای علمیه حیدریه تل عاشقان ، کتابخانه و مسجد جامع، که همه ی این مراکز در بخش های علمی و فرهنگی و دینی فعال می باشد.  

- 
تل عاشقان (به لاتین: Tal-e ʽAsheqan) یک منطقهٔ مسکونی در افغانستان است که در ولایت سرپل واقع شده‌است.